# 밀란 호자

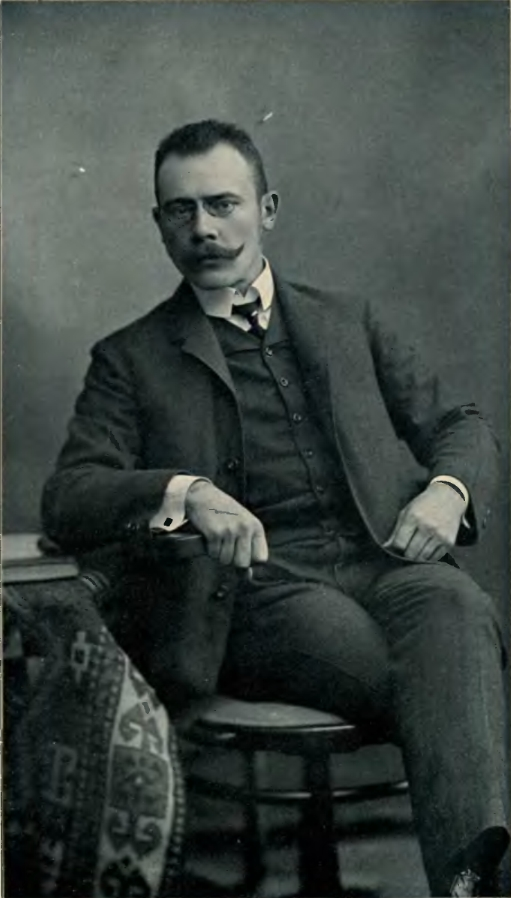

밀란 호자(Milan Hodza, 1878년 ~ 1944년)는 체코슬로바키아의 정치인이다. 슬로바키아 출신인 그는 체코 농민당의 당수로 독립 이후 각종 주요 요직을 거치며, 새롭게 등장한 체코슬로바키아 국가의 기반을 다졌다. 1935년부터 1938년까지 총리를 역임했으며, 총리에서 물러난 이후 미국으로 이주했으나 사망했다.